# Calor húmedo
El calor húmedo es un método térmico de esterilización para eliminar microorganismos por la coagulación de proteínas (desnaturalización), lo que es causado por la rotura de los puentes de hidrógeno que son los que mantienen a las proteínas en su forma tridimensional; las proteínas por lo tanto regresan a su estructura secundaria, se coagulan y se convierten en proteínas no funcionales. El calor húmedo puede penetrar más rápidamente que el calor seco porque las moléculas de agua conducen mejor el calor que las moléculas de aire. Por ello el calor húmedo puede ser usado a temperaturas más bajas y menor tiempo de exposición que el calor seco.

## Esterilización por hervor
Un tipo de esterilización por calor húmedo es el hervor, que matará la forma vegetativa de las bacterias patógenas, casi todos los virus y los hongos y sus esporas en diez minutos aproximadamente.
El flujo libre de vapor es equivalente en temperatura al creado por hervir agua. Las endoesporas y algunos virus no son destruidos tan rápido. Por eso el hervor del agua no es considerado un agente esterilizante ya que la destrucción de las esporas bacterianas y la inactivación de virus no puede ser siempre asegurada. Por ejemplo, algunas endoesporas pueden resistir este procedimiento por más de veinte horas. Hay que tener en cuenta que normalmente se debe saber a que tipo de materiales tienes que exponer dicho método.

## Esterilización en autoclave
Una esterilización segura con calor húmedo requiere temperaturas mayores a las del punto de ebullición del agua. Estas temperaturas son comúnmente alcanzadas por el vapor bajo presiones elevadas en un autoclave. Cuando la presión de un gas aumenta, la temperatura del gas aumenta proporcionalmente. Como el vapor de agua es un gas, aumentar su presión en un sistema cerrado aumenta su temperatura. Como las moléculas de agua están más energizadas, su penetración aumenta sustancialmente. Ocupar el autoclave es el método preferido para la esterilización, a menos que el material que se necesite esterilizar pueda ser dañado por el calor o la humedad. Un ejemplo de esto son algunos plásticos que se pueden derretir o algunos objetos filosos los cuales pierden su filo. 
La temperatura alcanzada en el autoclave son 121.5 °C y una presión de 15 lb/inˆ2, por lo tanto el tiempo requerido para la destrucción de la mayoría de las bacterias resistentes es aproximadamente 15 minutos. Para objetos más densos, serán requeridos más de 30 minutos, sin olvidar que las condiciones deben de ser controladas cuidadosamente para asegurar la correcta esterilización. 
La mayor ventaja que posee este método de esterilización es que el tiempo de exposición de los materiales a esterilizar es más corto que el calor seco.

## Esterilización por autoclave de vacío
En años recientes se ha desarrollado un nuevo autoclave que se denomina «autoclave de vacío». Esta máquina saca el aire de la cámara esterilizante al principio del ciclo. Después usa vapor saturado a temperatura de 132 °C a 134 °C y presión de entre 28 y 30 lb/inˆ2. El tiempo de esterilización se ve reducido a aproximadamente cuatro minutos. Finalmente, una bomba de vacío opera para eliminar el vapor y secar la carga. Las principales ventajas de este autoclave son que reduce el tiempo de exposición para la esterilización por lo que reduce el tiempo del ciclo completo.

## Esterilización fraccional
En años anteriores al desarrollo del autoclave, líquidos y otros objetos fueron esterilizados por la exposición de flujo de vapor a 100 °C durante 30 minutos y tres días de sesiones sucesivamente, con periodos de incubación en un cuarto térmico entre cada exposición al vapor. El método fue llamado «esterilización fraccional» porque cada día se esterilizaba una porción del objeto. También se lo denominó tindalización por su creador John Tyndall.